# Patrick J. Que Smith

Patrick J. Que Smith

Patrick "J. Que" Smith es un compositor nacido en el Norte de California y criado en Anniston, Alabama, ganador de un Grammy por su trabajo como compositor del sencillo hit de Usher, "Yeah!".
Smith asistió a un colegio público y más tarde ingresó a la Universidad Auburn, donde mantuvo un GPA de 3.87. En un comienzo Smith pretendía ser abogado, pero se dio cuenta de su gusto por la música e indagó en la música de Atlanta. Formó un grupo llamado Melange y comenzó a hacerse conocido en Atlanta, y en sus alrededores. Pronto comenzó a componer canciones para impresionar a una chica, Erika Nuri, compositora también. Smith comenzó a escribir más y más animado por el productor Dallas Austin, lo que convocó en un afinamiento de sus habilidades, esto aún después de la disolución de su grupo.
Smith disfruta de éxito como compositor y productor musical. Ha escrito canciones no sólo para Usher y Fantasía, sino también para Avant, Jagged Edge, Chris Brown y Marques Houston, y es parte de un grupo colectivo de compositores y productores conocido como The Clutch. Además de ser el ganador de tres Grammy, ha recibido cuatro nominaciones en los premios BET, y tres en los premios BMI.

## Créditos en escritura y producción

### 2007

#### Britney Spears-Blackout
- 03. "Radar" (Producida como miembro de The Clutch)
- 07. "Freakshow" (Producida como miembro de The Clutch)

- Datos: Q5479960